# Hermeuptychia narapa
Hermeuptychia narapa är en fjärilsart som beskrevs av William Schaus 1902. Hermeuptychia narapa ingår i släktet Hermeuptychia och familjen praktfjärilar. Inga underarter finns listade i Catalogue of Life.